# Ján Kozák (calciatore 1980)
Ján Kozák (Košice, 22 aprile 1980) è un allenatore di calcio ed ex calciatore slovacco, di ruolo centrocampista.
Anche il suo omonimo padre è stato un calciatore.
Con la Nazionale slovacca ha giocato il Mondiale 2010, dov'era uno dei leader della propria nazionale.

## Caratteristiche tecniche
Interno di centrocampo dal buon fisico, essendo un giocatore con una buona base tecnica, sovente gli erano assegnati compiti in fase di regia, dove era in grado di gestire la sfera con lanci precisi nonostante la scarsa velocità.

## Carriera

### Club

#### Košice e Slavia Praga
Incomincia la carriera nella squadra della sua città natale il Košice, dove gioca tra il 1997 e il 2000. Al Kosice vince nel 1997 il Corgoň Liga e la Supercoppa di Slovacchia. Collezionerà una ventina di presenze e pochi gol.
Nel 1998 viene ceduto in prestito al Lokeren società belga che chiude quinta in campionato, il titolo capocannoniere va all'attaccante ceco Jan Koller in quel momento al Lokeren. Kozák passa quindi nel 2000 ai cechi dello Slavia Praga dove rimane fino al 2002, giocando pochissimo e vincendo solo una Coppa della Repubblica Ceca nel 2002, lo Slavia arriverà secondo in campionato nel 2000 e nel 2002.

#### Artmedia Bratislava
Nel 2003 è agli slovacchi dell'Artmedia Bratislava dove riesce a giocare con continuità giocando 160 partite in 7 anni in campionato e siglando 40 reti. Nel 2003 l'Artmedia perde il campionato ma vince la Coppa di Slovacchia. Nel 2004 rischia il double, vincendo il campionato (capocannoniere Filip Šebo), ma non la coppa (persa in finale 2-1 contro l'FK Dukla Banská Bystrica). Nello stesso anno perde anche la Supercoppa di Slovacchia. Il 31 ottobre 2004 segna una doppietta contro il Rimavska Sobota (7-1). Nel 2005 vince la Supercoppa di Slovacchia (il Ružomberok aveva centrato il double e l'Artemdia Bratislava era arrivato secondo potendo giocare così la Supercoppa) e nel 2006 l'Artmedia trova due secondi posti in campionato e non arriva neanche la coppa. Nel 2007 l'MFK Petržalka trova il double, vince infatti il campionato e conquista la coppa (1-0 contro lo Spartak Trnava); è la quarta squadra ad esserci riuscita in Slovacchia. Nel 2008 la squadra raggiunge la finale di coppa ma la perde. Nel 2009 la squadra arriva ultima in campionato e viene retrocessa nella seconda divisione.

#### Slovan Bratislava e FC Timișoara
Kozák decide quindi di passare allo Slovan Bratislava che vince nel 2009 la coppa di Slovacchia e la Supercoppa. Nel 2010 si trasferisce in Romania, al Fotbal Club Timișoara squadra di Timișoara. Con la maglia dei rumeni ha debuttato in una partita contro il Gloria Bistrița.

### Nazionale
Ha debuttato in Nazionale di calcio della Slovacchia il 3 settembre 2005 contro la Germania (vittoria 2-0 degli slovacchi, partita disputatasi a Bratislava). Il suo primo gol in selezione slovacca risale invece all'11 ottobre 2008 contro il San Marino (vittoria 3-1 degli slovacchi, partita disputatasi a Serravalle). Si è poi ripetuto il 6 giugno 2009 sempre contro il San Marino (vittoria 7-0 degli slovacchi, partita disputatasi a Bratislava).

## Palmarès

### Giocatore

#### Competizioni nazionali
- Campionato slovacco: 3

Košice: 1997-1998
Artmedia Petržalka: 2004-2005, 2007-2008
- Coppa della Repubblica Ceca: 1

Slavia Praga: 2001-2002
- Coppa di Slovacchia: 3

Artmedia Petržalka: 2002-2003
Artmedia Bratislava: 2006-2007
Slovan Bratislava: 2008-2009
- Supercoppa di Slovacchia: 3

MFK Košice: 1997
Artmedia Bratislava: 2005
Slovan Bratislava: 2009

### Allenatore

#### Competizioni nazionali
- Campionato slovacco: 1

Slovan Bratislava: 2019-2020
- Coppa di Slovacchia: 1

Slovan Bratislava: 2019-2020